# Aglia tau
La mariposa tau o tau emperador (Aglia tau) es una especie de lepidóptero ditrisio de la familia Saturniidae. Está ampliamente distribuida en la región Paleártica, desde Europa a Japón, incluida la península ibérica. La envergadura es de 60–84 mm. La polilla vuela en una generación de marzo a julio, dependiendo de la ubicación. Sus larvas se alimentan de hojas de abedul, aliso, sauce, serbal, y tilo.
La envergadura es de 60 a 84 mm. La polilla vuela en una generación de marzo a julio, dependiendo de la ubicación.
Las larvas se alimentan principalmente de haya común, pero también de abedul, Alnus glutinosa, Salix caprea Y Sorbus aucuparia. Las larvas se parecen más bien a las orugas del diablo cornudo de nogal en el estadio temprano.

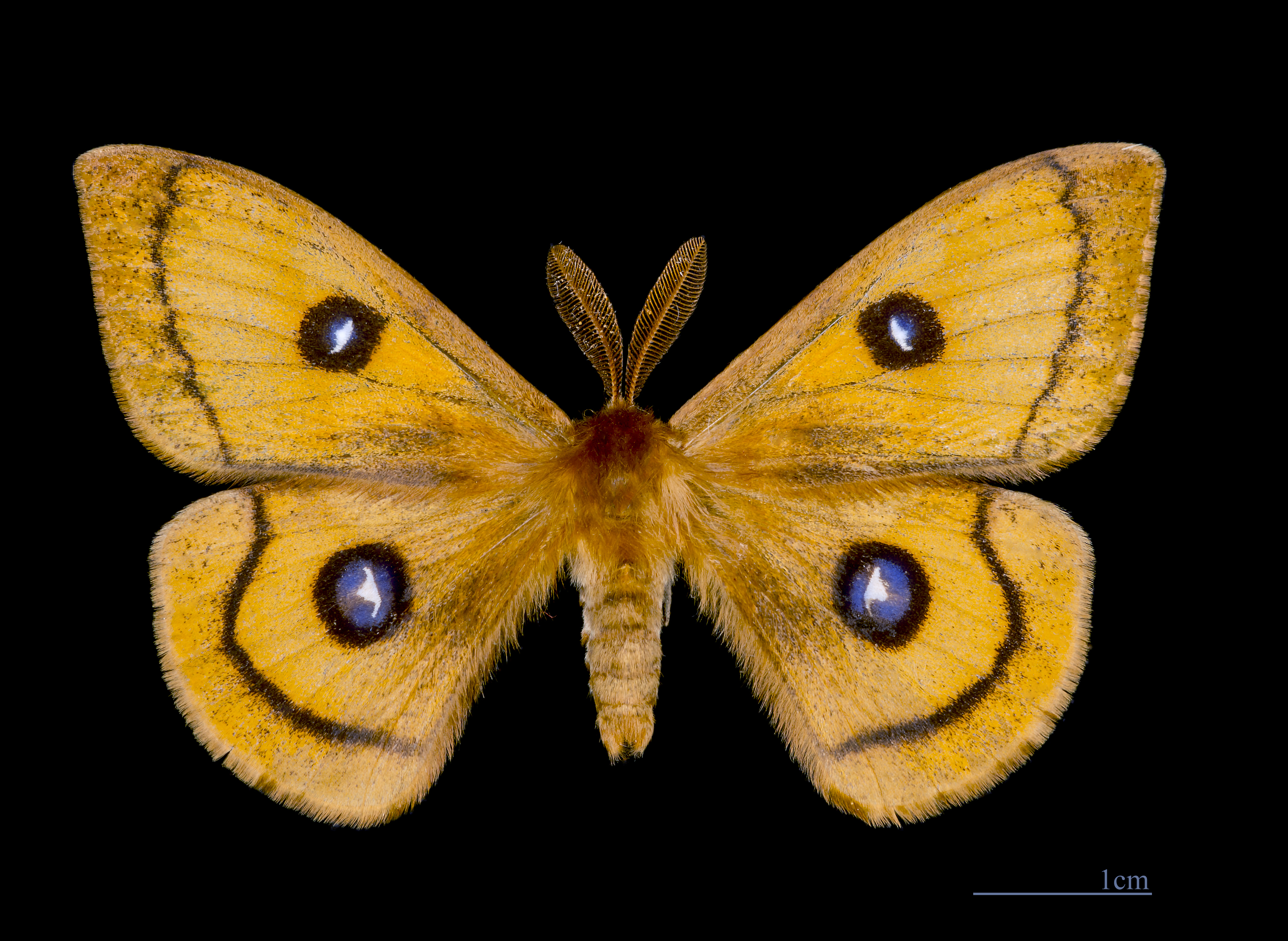
♂
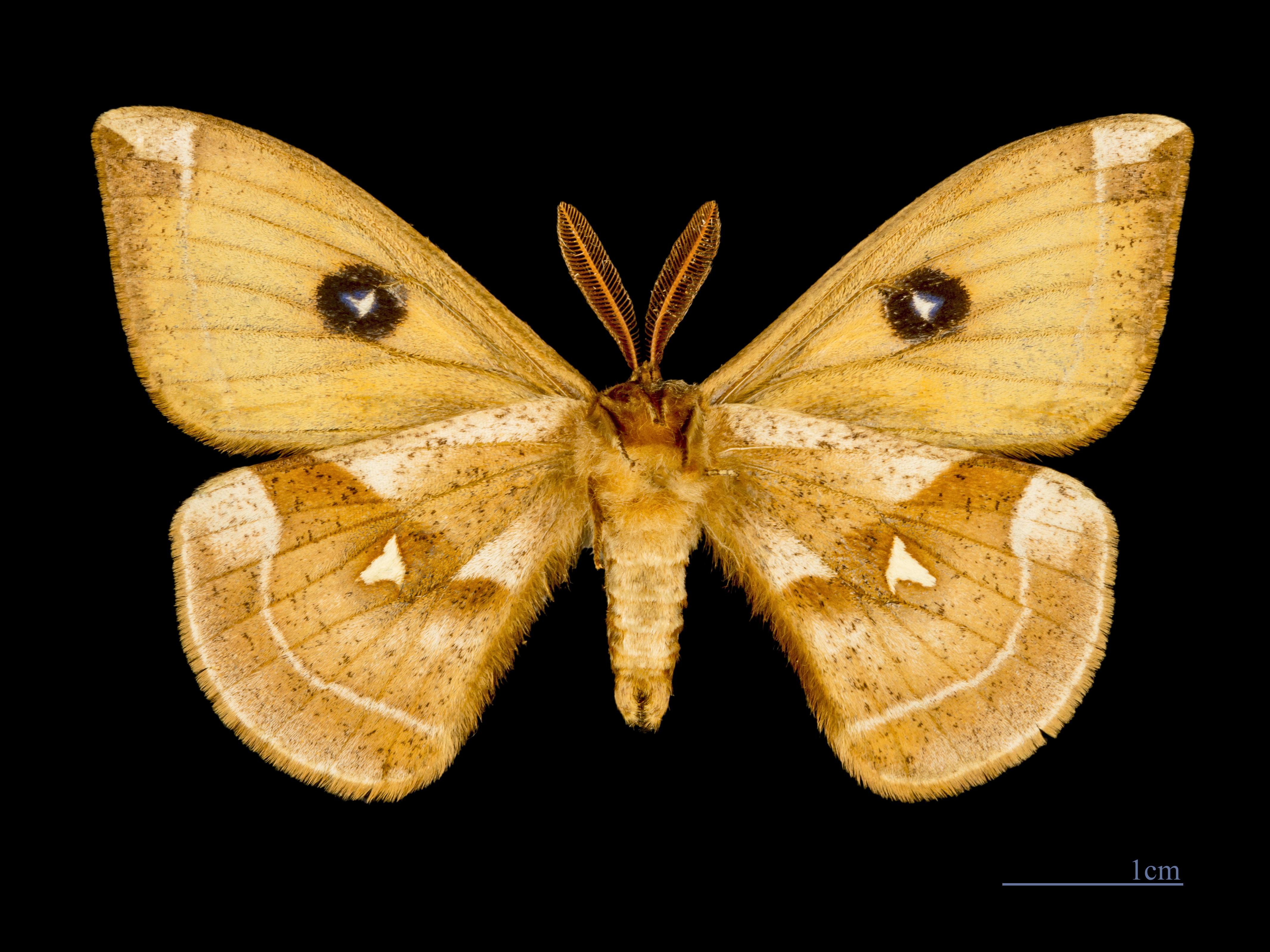
♂ △
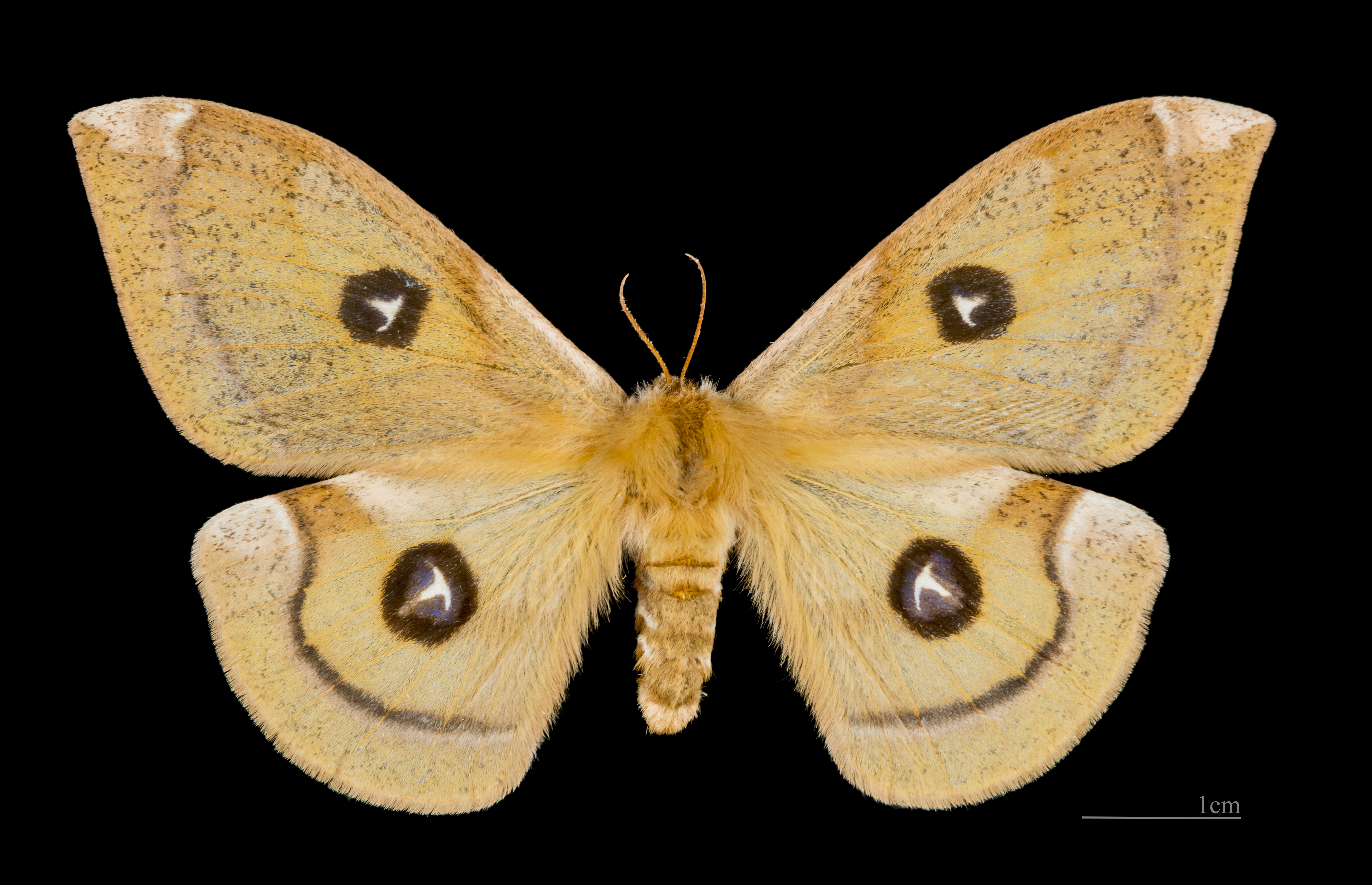
♀
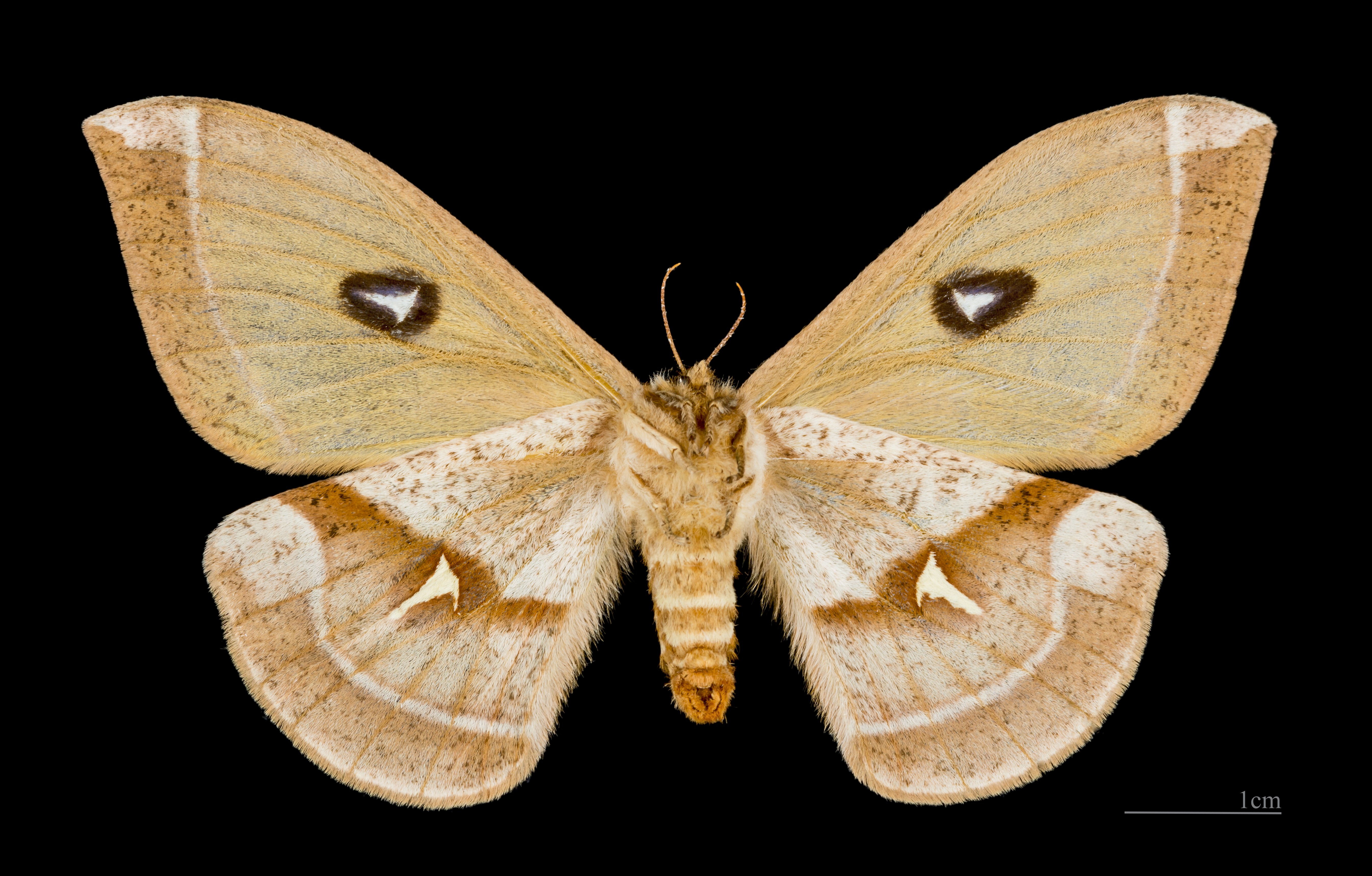
♀ △

Aglia tau
Aglia tau f. melaina

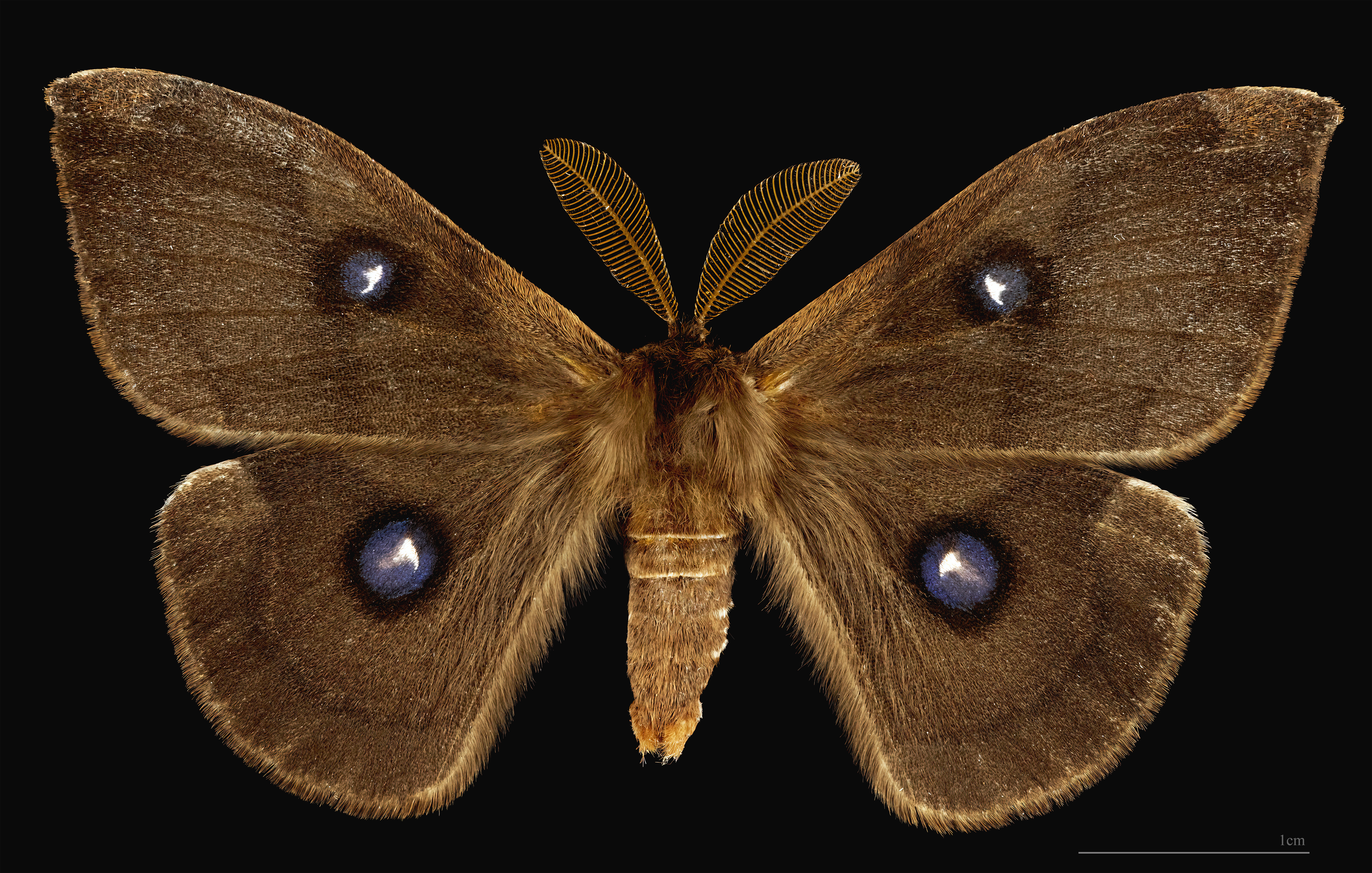
♂
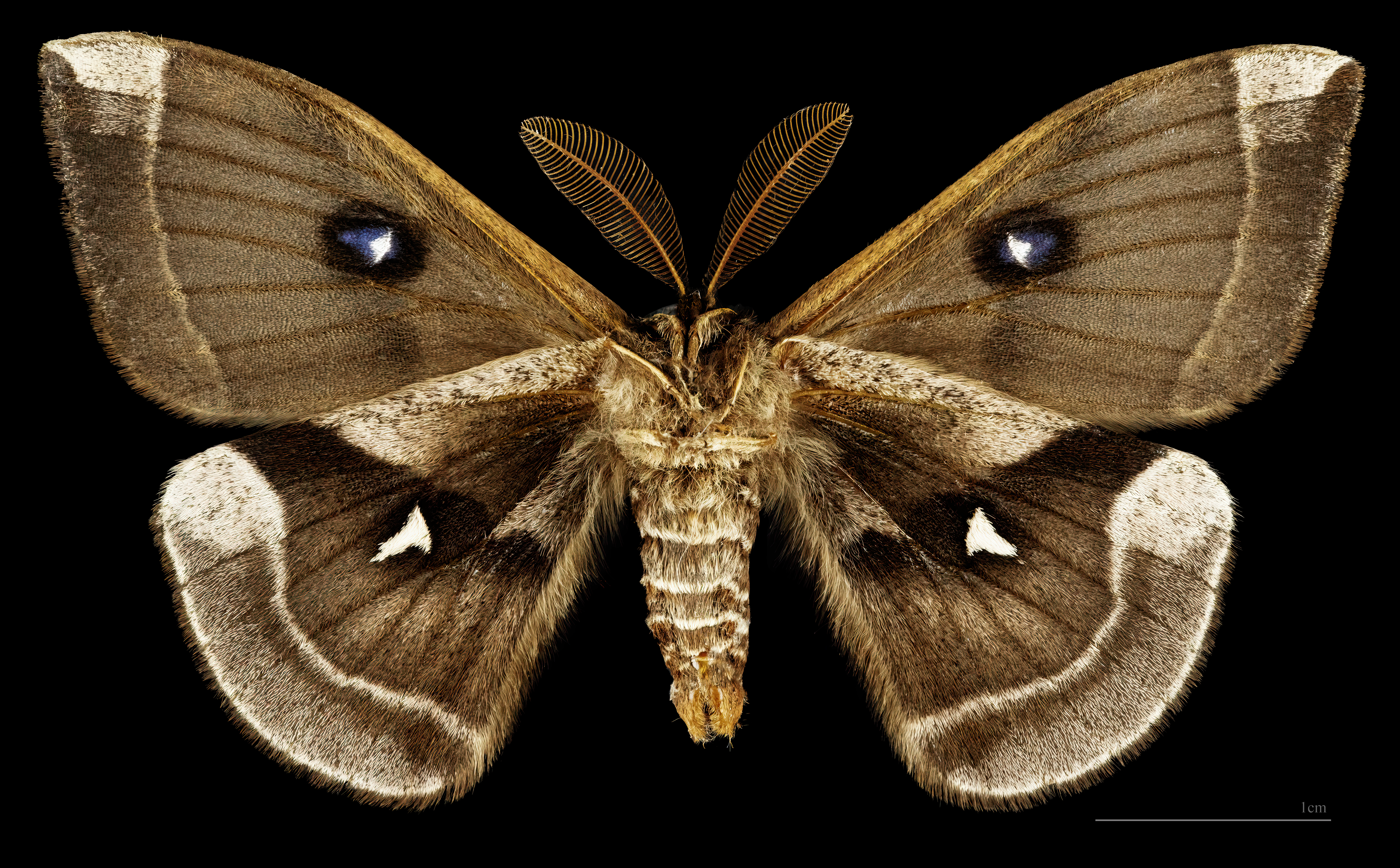
♂ △
♀
♀ △

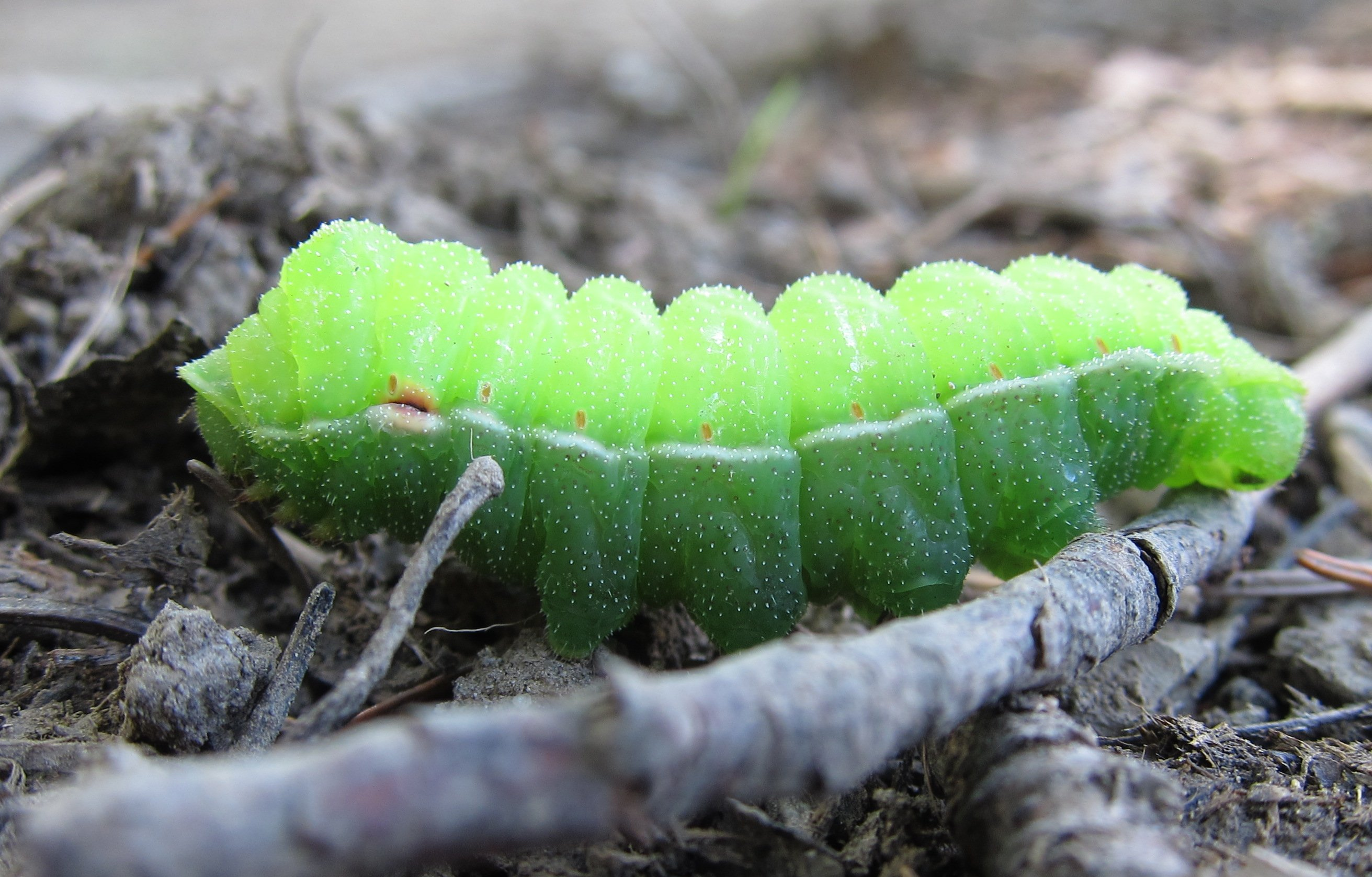
cuarto estadio de la larva